# ساعت گل شیراز

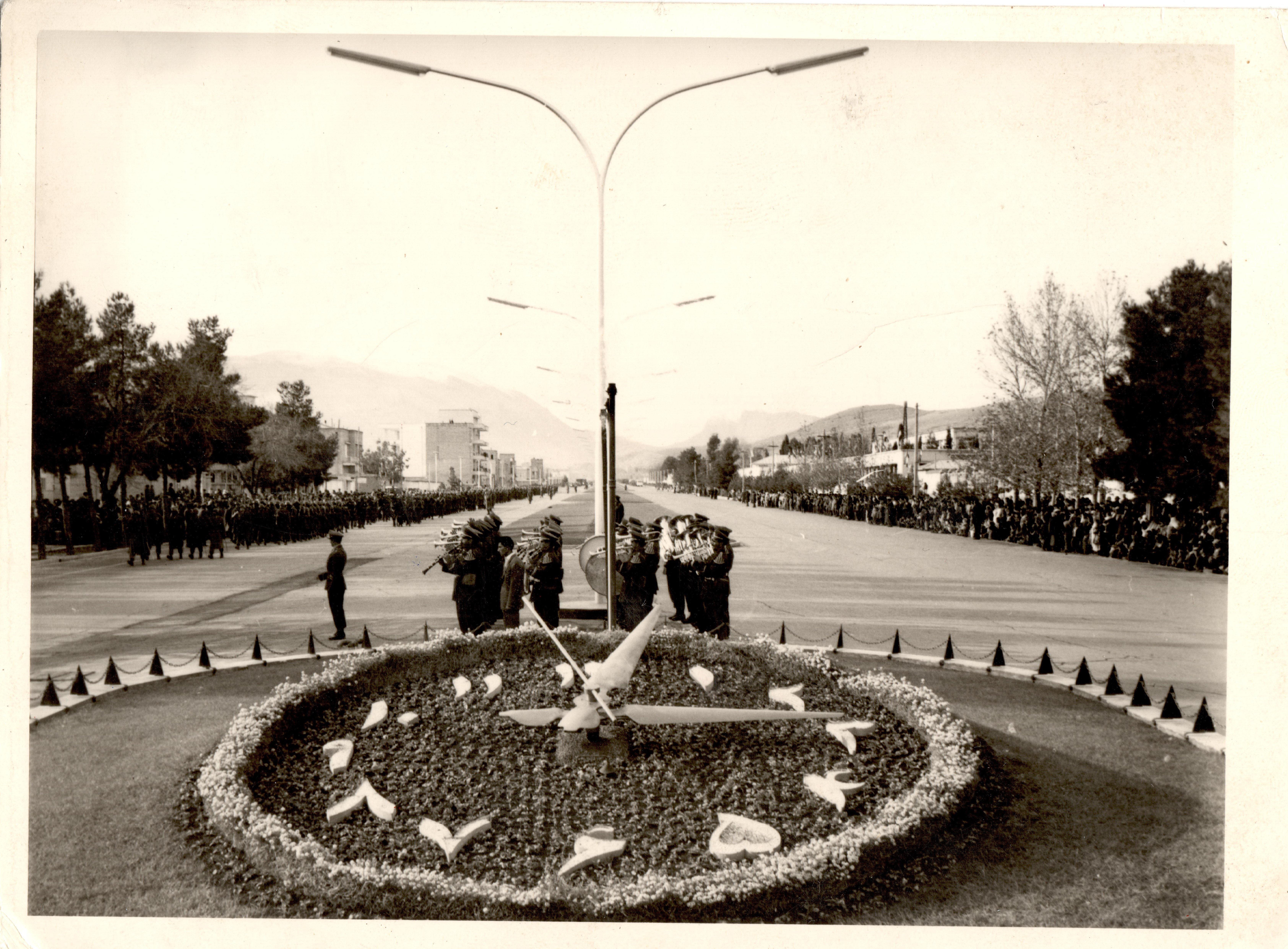
ساعت گل شیراز-۱۳۴۰

ساعت گل شیراز

ساعت گل شیراز در سال ۱۳۳۸ در بلوار زند ایجاد گردید. ساعت گل در غرب فلکه ستاد و نزدیک به درمانگاه چشم پوستچی شیراز قرار دارد و پس از انقلاب اسلامی و در زمان جنگ ایران و عراق مورد بی‌توجهی قرار گرفت و هم‌اکنون دیگر به آن صورت که ارقام ساعت با گل نوشته شده باشند نیست و اعدادی از جنس سنگ ایجاد شده و تنها به گل کاری در وسط این ساعت اکتفا شده است.

## تاریخچه
عبدالله قوامی در مسافرت به اروپا پس از دیدن مدل سوئیسی، یکی از آن را سفارش داده و از این کشور به شیراز آورد و به شهر شیراز اهداء نمود که در فلکه ستاد (میدان امام حسین امروزی) نصب گردید؛ که به جاذبه‌های گردشگری شیراز اضافه گردید و همه با آن عکس می‌گرفتند.
از سال ۱۳۳۸ تا زمان انقلاب ۱۳۵۷ این ساعت همواره فعال بود، شایان ذکر است سیستم ساعت گل در این سال‌ها برقی نبوده و روزانه دو مرتبه توسط کارمندان شهرداری کوک می‌شد.
پس از شروع جنگ ایران و عراق به دلیل شرایط موجود امکان مراقبت و نگهداری از ساعت گل وجود نداشت به این علت از کار افتاد و پس از آن نیز با ساعت دیگری جایگزین شد.

## تخریب
این اثر زیبا به دلیل حفاری جهت ساخت ایستگاه مترو به صورت موقت جمع‌آوری شد و مجدداً در اسفند ماه ۱۳۹۱ پس از بازسازی در طرف دیگر میدان ستاد (امام حسین) نصب شد؛ و مجدداً در ابتدای سال ۱۳۹۳ به دلیل حفاری مجدد جهت مترو از دید عموم خارج گردید
در اسفند ماه ۱۳۹۵ با پایان یافتن عملیات ساخت ایستگاه میدان ستاد ساخت مجدد آن آغاز گردید و در هفته پایانی اسفند ماه ۱۳۹۵ همزمان با بازگشایی مسیر میدان ستاد دوباره شروع به کار کرد. البته با طرح کاملاً متفاوت از شکل نخستین آن اما در ۱۳۹۶ مجدداً تخریب گردید.

## سرانجام
با نزدیک شدن به انتهای سال ۱۳۹۷ مدیران شهرداری اعلام نمودند که با نوروز ۱۳۹۸ ساعت گل با شکل و معماری و موتور جدید و با تکنولوژی روز به نگاه خاطره شیرازی‌ها باز خواهد گشت. ضمناً اعلام نمودن در تلاش برای ثبت این نماد شیراز می‌باشند.